# Twin Peaks: Fire Walk with Me
Twin Peaks: Fire Walk with Me (Brasil: Twin Peaks - Os Últimos Dias de Laura Palmer / Portugal: Twin Peaks - Os Últimos Sete Dias de Laura Palmer) é um filme franco-americano de 1992 do gênero terror psicológico escrito e dirigido por David Lynch e coescrito por Robert Engels. É uma prequela da série de televisão Twin Peaks. Começa com a investigação do FBI sobre o assassinato de Teresa Banks (Pamela Gidley) antes de passar para os últimos sete dias da vida de Laura Palmer (Sheryl Lee), uma estudante popular, porém problemática, do ensino médio na cidade fictícia de Twin Peaks, Washington. O assassinato de Palmer era o fio condutor da trama da série de TV.
Aprovado logo após o cancelamento da série de TV, Fire Walk with Me teve um tom muito mais sombrio do que a série de TV e não abordou muitas das narrativas inacabadas da segunda temporada, incluindo seu final de suspense. Embora a maior parte do elenco de televisão tenha reprisado seus papéis no filme, muitas cenas relativamente leves com moradores da cidade foram cortadas. Além disso, o astro principal da série, Kyle MacLachlan (Dale Cooper), pediu que seu papel fosse reduzido, e a personagem Donna Hayward, de Lara Flynn Boyle, foi relançada com Moira Kelly. Em 2014, várias cenas deletadas foram recortadas em uma narrativa e lançadas como Twin Peaks: The Missing Pieces.
Fire Walk with Me estreou no Festival de Cinema de Cannes de 1992 na competição pela Palma de Ouro. O filme foi notoriamente polarizador: Lynch disse que o filme foi vaiado em Cannes, e a imprensa americana em geral o criticou. O filme foi controverso por sua representação franca e vívida do abuso sexual parental, sua relativa ausência de personagens favoritos dos fãs e seu estilo surrealista. O filme foi um fracasso de bilheteria na América do Norte, mas se saiu melhor no Japão e na França. Devido à má recepção, os planos para uma sequência foram abandonados. No entanto, o filme foi reavaliado positivamente no século XXI e agora é amplamente considerado como uma das principais obras de Lynch. Lynch e Frost eventualmente receberam financiamento para produzir uma terceira temporada da série de TV em 2017, que revisitou vários fios da trama do filme. Em 2019, o British Film Institute classificou Fire Walk with Me como o quarto melhor filme da década de 1990.

## Sinopse
Quem poderia imaginar que na pacata cidade de Twin Peaks haveria tanta podridão? Entre assassinatos, prostituição, sexo e drogas, Laura Palmer tem seus últimos dias de vida contados por ninguém menos que David Lynch (Veludo Azul, Mulholland Drive). Ao estrear na televisão, a primeira série do cultuado diretor chegou a atrair mais de trinta e cinco milhões de telespectadores, tornando-se o maior fenômeno televisivo da época.

## Enredo

### Prólogo de Deer Meadow
Um homem quebra uma televisão enquanto uma mulher grita. Em Deer Meadow, Washington, a polícia descobre o corpo de Teresa Banks.
Gordon Cole, do FBI, envia os agentes Chester Desmond e Sam Stanley para investigar. Ao contrário da cidade de Twin Peaks, os moradores locais são frios e pouco prestativos, e a polícia é hostil. Ao revistarem a casa de Teresa, os agentes veem uma foto dela usando um anel estranho, que desapareceu. Desmond encontra o anel, mas ele próprio desaparece.
Na sede regional do FBI na Filadélfia, Cole e os agentes Dale Cooper e Albert Rosenfield são interrompidos pelo agente Phillip Jeffries, desaparecido há muito tempo, que relata uma visão de espíritos misteriosos antes de desaparecer. Cooper procura por Desmond, mas não descobre nada.

### Os Últimos Sete Dias de Laura Palmer
Um ano depois, Laura Palmer concilia sua vida dupla. Popular e bonita, ela é a rainha do baile da Twin Peaks High School. No entanto, ela é traumatizada por BOB, um espírito malévolo que a "possui" desde os doze anos. Para alimentar seu vício em cocaína, ela namora seu traficante Bobby Briggs e trabalha como prostituta. Ela também trai Bobby com James Hurley.
Laura descobre que alguém arrancou as anotações de seu diário sobre BOB. Ela confia o diário a Harold Smith. Depois que dois espíritos da visão de Jeffries a avisam que o "homem por trás da máscara" está em seu quarto, Laura vê BOB vasculhando o esconderijo habitual de seu diário. Ao correr para fora, ela vê seu pai, Leland, em vez de BOB, mas não quer acreditar que BOB seja seu pai. No jantar, Leland parece livre da influência de BOB, mas atormenta Laura até as lágrimas. Após o jantar, ele se desculpa com Laura, em lágrimas.
Em um sonho, Laura visita a Sala Vermelha e conhece uma versão futura de Cooper e o Homem de Outro Lugar, que enigmaticamente se autodenomina "o braço". O Homem lhe oferece o anel de Teresa, mas Cooper lhe diz para rejeitá-lo. Annie Blackburn a instrui a escrever que "o bom Dale está no Lodge e não pode sair".
Laura viaja para o Canadá com seu cafetão Jacques Renault e dois clientes. Sua melhor amiga, Donna Hayward, ingenuamente a segue para apoiá-la. Apesar das dúvidas de Laura, ela deixa Donna acompanhá-la. Depois que um cliente coloca uma droga na bebida de Donna e tira sua blusa, Laura a arrasta para longe. Ela implora a Donna que não se torne como ela.
O rival de BOB, MIKE, confronta Leland na frente de Laura. Depois que MIKE brande o anel de Teresa, Leland se lembra de ter matado Teresa, uma prostituta menor de idade que se parece com Laura. Teresa certa vez recrutou Laura para fazer sexo com Leland, mas ele desistiu depois de vê-la. MIKE tenta dizer a Laura que Leland é BOB, mas Leland causa um alvoroço que praticamente abafa as palavras de MIKE. Naquela noite, Jacques envia Bobby e Laura para buscar cocaína, mas na verdade é uma operação policial. Bobby mata o policial responsável.
À noite, Leland entrega uma bebida com álcool para sua esposa, Sarah. Ela hesita, mas termina a bebida a pedido de Leland. Enquanto Sarah sonha com um cavalo amarelo, BOB estupra Laura, e seu rosto se transforma no de Leland.
No dia seguinte, Laura, aflita, mal consegue pensar. Ela tem uma visão na qual um anjo desaparece. Ela termina com James, e Bobby percebe que ela só namorou com ele por causa da cocaína.
Jacques convoca Laura para sua cabana para uma festa de sexo com Leo Johnson e outra prostituta menor de idade, Ronette Pulaski. Jacques estupra Laura. Leland chega e deixa Jacques inconsciente enquanto Leo foge da cabana, arrastando as meninas para um vagão de trem abandonado.
Laura observa o rosto de seu captor oscilar entre Leland e BOB. BOB diz que quer possuí-la. Leland mostra a ela as páginas do diário que arrancou e diz: "Sempre pensei que você soubesse que era eu." Um anjo da guarda ajuda Ronette a escapar, enquanto MIKE joga o anel de Teresa para Laura. Laura coloca o anel de Teresa, deixando Leland angustiado. Leland/BOB a mata e joga seu corpo no rio.
Na Sala Vermelha, BOB e Leland encontram MIKE e o Braço, que exigem "garmonbozia" (traduzido nas legendas como "dor e sofrimento") de BOB. Em resposta, BOB tira sangue de Leland (que não tem consciência do que está acontecendo ao seu redor) e o espalha no chão.
O corpo de Laura flutua rio abaixo, onde será encontrado pela manhã. Cooper conforta o espírito de Laura no Quarto Vermelho. Ela vê um anjo e chora lágrimas de alegria.

## Elenco
- Sheryl Lee como Laura Palmer
- Ray Wise como Leland Palmer

- Mädchen Amick como Shelly Johnson
- Dana Ashbrook como Bobby Briggs
- Phoebe Augustine como Ronette Pulaski
- David Bowie como Phillip Jeffries
- Eric DaRe como Leo Johnson
- Miguel Ferrer como Albert Rosenfeld
- Pamela Gidley como Teresa Banks
- Heather Graham como Annie Blackburn
- Chris Isaak como Agente especial Chester Desmond
- Moira Kelly como Donna Hayward
- Peggy Lipton como Norma Jennings
- David Lynch como Gordon Cole
- James Marshall como James Hurley
- Jurgen Prochnow como Woodsman
- Harry Dean Stanton como Carl Rodd
- Kiefer Sutherland como Sam Stanley
- Lenny Von Dohlen como Harold Smith
- Grace Zabriskie como Sarah Palmer
- Kyle MacLachlan como Agente especial Dale Cooper

## Produção

### Desenvolvimento
A ABC cancelou a série de TV Twin Peaks após sua segunda temporada. A produtora da série, Aaron Spelling Productions, considerou arcar com os custos de uma terceira temporada e distribuir os episódios por conta própria, mas se recusou a pagar US$ 500.000 por episódio. Em fevereiro de 1991, pouco antes do cancelamento de Twin Peaks, David Lynch assinou um contrato de três filmes com a distribuidora francesa CIBY 2000. Lynch pediu à CIBY para fazer um filme de Twin Peaks, dizendo que "ainda não havia terminado o material". Ele também chamou o filme de "meu presente de torta de cereja para os fãs da série — porém, um presente envolto em arame farpado". Fire Walk with Me foi anunciado apenas um mês após o cancelamento da série, e Lynch terminou o filme menos de um ano após seu sinal verde.
O filme foi marcado por um drama de produção nos bastidores, com a CIBY e Spelling brigando pelos direitos do filme. No final das contas, Spelling reteve a maior parte dos direitos de distribuição internacional, e a CIBY adquiriu os direitos de distribuição na França e na América do Norte. Embora o Los Angeles Times tenha relatado inicialmente que Fire Walk with Me seria a primeira fase do acordo de três filmes de Lynch com a CIBY, o filme foi retirado do acordo e produzido separadamente. O filme teve um orçamento de US$ 10 ou US$ 12 milhões. Em contraste, o acordo original de Lynch com a CIBY previa um desembolso de US$ 70 milhões para três filmes.
Embora o cocriador de Twin Peaks, Mark Frost, tenha recebido créditos de produtor executivo no filme, ele não se envolveu com o filme, pois ele e Lynch discordaram sobre se fariam uma prequela ou uma sequência.
Lynch queria uma prequela porque "eu estava apaixonado pela personagem Laura Palmer e suas contradições: radiante na superfície, mas morrendo por dentro". Frost queria uma sequência porque ele "sentiu fortemente que nosso público queria ver a história seguir em frente". Ele propôs começar o filme exatamente onde o episódio final parou. A visão de Lynch venceu, já que a CIBY queria que Lynch se envolvesse. Frost já havia ficado tenso com Lynch durante a produção problemática da segunda temporada da série de TV. Ele deixou a equipe de produção, e Lynch contratou Robert Engels, que já havia escrito vários episódios da série de TV, para coescrever o roteiro. Frost disse mais tarde que ficou impressionado com a forma como a narrativa não linear do filme conseguiu combinar elementos de prequelas e sequências.

### Elenco
Lynch planejava começar a filmar em agosto de 1991, mas Kyle MacLachlan (Dale Cooper) provocou um atraso ao ameaçar desistir. MacLachlan apresentou vários motivos para sua relutância em participar. Ele estava preocupado em ser rotulado como uma figura semelhante à de Cooper em produções futuras. Em 2000, ele acrescentou que "se sentiu um pouco abandonado" por Lynch e Frost durante a segunda temporada da série, já que os dois estavam trabalhando simultaneamente em seus próprios projetos. Ele disse que se culpava por ter estragado seu relacionamento com Lynch. Após um mês, MacLachlan concordou em retornar, com a condição de que apareceria apenas por cinco dias de filmagem. Isso forçou Lynch e Engels a reescrever o primeiro ato, que originalmente tinha Cooper investigando o assassinato de Teresa Banks. MacLachlan explicou mais tarde que reduziu seu envolvimento porque Lynch não concordou em "ter uma discussão significativa [com ele] sobre algumas dessas cenas", sem fornecer detalhes. Lynch preencheu a lacuna com Chris Isaak, um cantor cujas músicas ele havia usado anteriormente em Blue Velvet e Wild at Heart. Ele também escalou Pamela Gidley para interpretar Teresa Banks, a jovem cujo assassinato dá início à narrativa do filme; ela já havia feito o teste para o papel de Shelly Johnson, que acabou indo para Mädchen Amick.
O filme foi feito sem os atores regulares da série Twin Peaks, Lara Flynn Boyle (Donna Hayward), Sherilyn Fenn (Audrey Horne) e Richard Beymer (Benjamin Horne). A personagem Donna foi reformulada com Moira Kelly, que havia trabalhado com Sheryl Lee em Love, Lies, and Murder. As ausências de Boyle e Fenn foram inicialmente atribuídas a conflitos de agenda, que Fenn repetiu em 2014. No entanto, Fenn acrescentou em 1995 que não queria retornar porque "estava extremamente decepcionada com a maneira como a segunda temporada saiu dos trilhos". Uma biografia de Lynch de 1997 disse que, segundo rumores, Boyle se recusou a retornar porque achava que o tratamento de Lynch às personagens femininas era misógino. Beymer se recusou a comparecer, observando que ficou consternado com uma cena em que Ben Horne oferece cocaína a Laura Palmer em troca de um beijo, o que, segundo ele, reduziu Ben a "apenas um traficante de cocaína". Ele acrescentou que esperava que Lynch cortasse sua aparição "simbólica" da edição final de qualquer maneira. Fenn e Beymer eventualmente retornaram à franquia para Twin Peaks: The Return.

### Filmagens
As filmagens principais começaram em 5 de setembro de 1991, em Snoqualmie, Washington e duraram dois meses, até o final de outubro. As filmagens duraram quatro semanas em locações em Washington e mais um mês na área de Los Angeles. Além dos locais de filmagem existentes da série de TV, um prédio de Seattle serviu como escritório do FBI na Filadélfia; a cena na cabana de Jacques foi filmada em uma cabana real na Floresta Nacional de Angeles; e a cena em que Laura morre no vagão do trem foi filmada em um estúdio de som em Los Angeles. Lynch havia programado a cena da morte de Laura para as filmagens em Seattle, mas depois que as filmagens ultrapassaram o cronograma, a equipe teve que filmar a morte de Laura em Los Angeles em 31 de outubro, o último dia de filmagens.
Sheryl Lee apreciou a oportunidade de interpretar Laura como ela viveu, já que a série a pedia principalmente para interpretar Laura em flashbacks. Ela disse que filmar a prequela "me permitiu completar o ciclo com a personagem". Além disso, de acordo com Lee, ela estava tão intensamente focada na personagem que só começou a "ter meus próprios pensamentos novamente" duas semanas depois do término das filmagens.
Além da limitação de MacLachlan de cinco dias no set, Lynch insistiu em escalar Gidley mesmo que ela estivesse filmando um filme diferente ao mesmo tempo; ela filmou suas cenas de Fire Walk with Me em seus dias livres. Kiefer Sutherland supostamente sofreu ferimentos faciais durante as filmagens, forçando o atraso de suas cenas, embora os produtores e a polícia negassem a alegação. David Bowie filmou suas cenas em quatro ou cinco dias porque o Tin Machine precisava ensaiar para sua próxima turnê. Ele não gostou do seu sotaque sulista e pediu a Lynch e Frost que dublassem suas falas quando usaram imagens de arquivo do filme em Twin Peaks: O Retorno. Além disso, o próprio Lynch estava lidando com uma hérnia "durante toda a filmagem"; ele se machucou ao rir muito de algo engraçado que Angelo Badalamenti fez.

### Edição e ligações com a série
Lynch originalmente filmou mais de cinco horas de filmagem, que ele reduziu para duas horas e quatorze minutos. Também houve rumores de um corte de 220 minutos. As cenas deletadas eram mais leves do que a história de Laura Palmer, e apresentavam principalmente personagens secundários da série de televisão. Lynch disse que "você gostaria de ter todo mundo lá" e que sentiu "um pouco de tristeza" por remover as cenas, que foram finalmente lançadas em 2014 como Twin Peaks: The Missing Pieces.
Lynch, que fez a edição final do filme, negou ter feito os cortes por questões de tempo de execução. No entanto, ele reconheceu que havia um "limite no tempo de execução" e optou por focar o filme em Laura Palmer, explicando que as cenas deletadas "eram muito tangenciais para manter a história principal progredindo adequadamente". Na estreia do filme, ele disse que alguém que não tenha assistido à série de TV ainda deveria ser capaz de entendê-lo. Ele argumentou que, embora um espectador de primeira viagem possa não ter a mesma compreensão que um telespectador, "abstrações são uma coisa boa e existem ao nosso redor de qualquer maneira". O crítico de cinema Keith Phipps questionou essa visão, explicando que, embora "o filme exija ser visto em seus próprios termos", uma pessoa que não tenha visto a série acharia o filme "quase incompreensível".

## Temas

### Abuso sexual
De acordo com Lynch, o filme é sobre "a solidão, vergonha, culpa, confusão e devastação da vítima de incesto". Após o lançamento do filme, Lynch disse a Chris Rodley que recebeu muitas cartas de vítimas de abuso sexual parental, que "ficaram confusas sobre como ele poderia saber exatamente como era". Rodley disse que, embora o personagem de BOB fosse uma abstração da história de Laura, "foi reconhecido como fiel à experiência subjetiva". Sheryl Lee disse que muitas vítimas de incesto lhe disseram que estavam "felizes que [o filme] foi feito porque as ajudou a liberar muita coisa".
Lynch também destacou o papel dos pais no trauma de Laura. Ele queria mostrar o conflito interno de Leland sobre seus crimes, explicando que havia uma "guerra dentro dele". A série sugere que Leland sofreu abuso sexual na infância e que está "repetindo um ciclo de abuso", que só Laura consegue interromper. Lynch também queria que os espectadores "se colocassem no lugar [de Sarah Palmer]", já que o filme sugere que Sarah pode ter tido alguma consciência dos crimes do marido. Grace Zabriskie, que interpretou Sarah, disse que sua personagem "ficou ali observando" e "não disse nada", pois "ela sabe que não pode proteger Laura". Lynch sugeriu que Sarah pode ter sentido que "é melhor esperar e torcer para que isso pare, ou que ele seja pego por outra pessoa".
O filme destaca o uso da narrativa e dos sonhos como forma de processar traumas. Vários críticos notaram que o filme é mais ambíguo do que a série de TV sobre o que BOB é e quanto poder ele realmente tem sobre Leland. De acordo com Keith Phipps (The Dissolve), Dennis Lim (Film at Lincoln Center) e Owen Gleiberman (Entertainment Weekly), BOB pode ser interpretado como o "elaborado sistema de fantasia de Laura que a protege de perceber que seu pai é seu agressor", embora Phipps ressalte que BOB também é "uma força real e malévola que está sendo investigada pelo FBI". Uma explicação alternativa, sugerida por Alex Pappademas (Grantland), é que Leland Palmer é esquizofrênico e que BOB é uma manifestação de um lado de sua personalidade. Laura Plummer (Universidade de Indiana) escreveu que Fire Walk with Me se baseia em uma vertente muito mais antiga de contos de fadas, incluindo a história de Giambattista Basile de 1636 "Sol, Lua e Talia" (uma ancestral da Bela Adormecida), que, ela argumenta, também tem correntes ocultas de incesto parental.
Independentemente da natureza específica de BOB, Pappademas e Lindsay Hallam (Universidade de East London) argumentam que a ambiguidade do filme sobre BOB é mais satisfatória do que a interpretação oferecida pela série, porque ao atribuir diretamente os crimes de Leland à possessão demoníaca, a série parece absolvê-lo da responsabilidade por eles. Pappademas levanta a hipótese de que a série tratou BOB como um ser sobrenatural porque a versão da história de Fire Walk with Me era "muito sombria para a televisão". Hallam acrescenta que no filme, Laura rejeita o convite de BOB para se tornar sua anfitriã, mostrando assim que Leland tinha "uma escolha ... em permitir que [BOB] e as forças do mal o dominassem".

### Espiritualismo e moralidade
De acordo com David Foster Wallace, o filme retrata Laura como uma pessoa "complexa, contraditória e real", "tanto pecadora quanto pecadora", o que "exigiu de nós um confronto empático com a mesma equivalência confusa em nós mesmos". Wallace sugeriu que um dos motivos pelos quais Fire Walk with Me teve um desempenho ruim nas bilheterias foi que o grande público americano se sentia desconfortável com a ambiguidade moral de Laura e queria que Lynch a condenasse pelos vários crimes que ela comete no filme. Ele argumentou que os espectadores geralmente vão ao cinema para se refugiar da ambiguidade da vida real, o que Fire Walk with Me não permite.
O filme incorpora a iconografia cristã, mas também a questiona. No início do filme, uma Laura deprimida prevê a Donna Hayward que os anjos a abandonarão. Ron Garcia, o diretor de fotografia do filme, explicou que filmou a cena em um ângulo alto, como se "um anjo invisível [estivesse] observando os eventos malignos lá embaixo". Em um trecho da cena que foi removido do corte final e lançado em 2014, o pai de Donna, Will, garante a Laura que "os anjos retornarão, e quando você vir aquele que deve ajudá-la, você chorará de alegria".
No final do filme, após a morte de Laura, ela é de fato acolhida por um anjo. Esse final lembra o de O Homem Elefante, onde a mãe de Merrick aparece como um anjo para acolher seu filho. De forma mais ampla, o anjo da guarda e entidades semelhantes são um tema semifrequente nos filmes de Lynch, como Eraserhead e Coração Selvagem. No entanto, esse motivo é mais complexo do que parece à primeira vista. Katie Kapurch e Jon Marc Smith argumentam que o filme enfatiza repetidamente que os anjos "não fizeram nada para proteger Laura" durante sua vida, enquanto Lindsay Hallam sugere que os anjos permaneceram em silêncio porque sabiam o tempo todo que Laura era forte o suficiente "para alcançar esse ponto de redenção por conta própria".

### Surrealismo
O filme foi conhecido por sua divergência estilística da série de TV, que era uma novela com elementos fantásticos e uma "excentricidade aconchegante", em contraste com os filmes frequentemente surrealistas de Lynch. Chris Hughes escreve que as sequências mais surrealistas do filme foram influenciadas pelo filme de Jean Cocteau, O Sangue de um Poeta (1932).
Mary Sweeney, a editora do filme, disse que os fãs "queriam muito que fosse como o programa de TV, e não foi. Era um longa de David Lynch. E as pessoas ficaram muito bravas com isso. Elas se sentiram traídas." Olhando para trás em 2017, Matthew Jackson (Syfy) disse que o filme tinha "toda a escuridão de Twin Peaks com quase nada da ironia da novela, humor peculiar ou charme desorientador." Lindsay Hallam atribui a reação negativa inicial ao fato de que "Lynch não deixa [o público] escapar da responsabilidade — somos levados tão fundo na experiência de Laura, sem nenhum descanso".

## Recepção

### Bilheteria
Contrariando a prática usual, o filme foi lançado pela primeira vez no Japão em 16 de maio de 1992 para capitalizar a devotada base de fãs japoneses do programa, sob o título Twin Peaks: Os Últimos Sete Dias de Laura Palmer. Embora as críticas japonesas tenham sido mistas, o filme foi recebido com longas filas de espectadores nos cinemas. No início de agosto, o filme havia arrecadado cerca de US$ 2,9 milhões. De acordo com o diretor de fotografia Ron Garcia, as mulheres japonesas apreciaram particularmente o filme. Ele acreditava "que o entusiasmo das mulheres japonesas vem da satisfação de ver em Laura algum reconhecimento de seu sofrimento em uma sociedade repressiva".
Após uma estreia antecipada no Snoqualmie Twin Peaks Festival de 14 a 16 de agosto de 1992, a New Line Cinema lançou o filme nos Estados Unidos em 28 de agosto de 1992. Ele arrecadou um total de US$ 1,8 milhão em 691 cinemas em seu fim de semana de estreia e arrecadou um total de US$ 4,2 milhões na América do Norte, bem abaixo de seu ponto de equilíbrio estimado de US$ 15 milhões. (A New Line pagou US$ 6 milhões pelos direitos de distribuição na América do Norte.) A bilheteria mundial decepcionante levou a CIBY a cancelar seus planos para uma sequência cinematográfica adequada para a série de televisão.
O filme foi melhor recebido na França, onde conseguiu evitar o fracasso. Os cineastas Jacques Rivette e Céline Sciamma gostaram do filme, apesar de não terem assistido à série de televisão. Rivette chamou o filme de "o filme mais louco da história do cinema", explicando que "não tenho ideia do que vi, tudo o que sei é que saí do cinema flutuando a dois metros do chão". Sciamma concordou que, embora se sentisse "totalmente perdida" às vezes, o filme "mudou a maneira como vejo o cinema" e, depois de sair do cinema, "o mundo inteiro parecia diferente".

### Justificativas para o desempenho nas bilheterias
O fraco desempenho de bilheteria do filme na América do Norte foi atribuído a várias causas. Steve O'Brien (Yahoo Movies) destacou que a série já havia sido cancelada devido à baixa audiência, o que significa que "não é como se houvesse um público sedento por mais Twin Peaks". Lynch sugeriu que ainda poderia haver público para o filme na época em que foi aprovado, mas lamentou que "durante o ano que levou para fazer o filme, tudo mudou". Na verdade, pouco antes do filme ser lançado nos Estados Unidos, o The New York Times comentou que o interesse americano pela série havia "há muito [tempo] ... desaparecido".
O filme também alienou os espectadores restantes porque não era uma continuação convencional da série de televisão, focava em um personagem que raramente aparecia na série e omitia muitos personagens favoritos dos fãs. Ele intencionalmente ignorou muitos pontos pendentes da segunda temporada da série de TV, embora a série tenha deixado "inúmeros momentos de suspense". Ao mesmo tempo, o filme pressupõe uma compreensão funcional da série de TV. Por exemplo, o primeiro ato do filme se concentra na cidade de Deer Meadow, cujo efeito sobre o público advém de ser "uma versão em universo paralelo" da cidade de Twin Peaks, porém "mais burra, mais cruel e mais feia".

### Festivais e prêmios
Twin Peaks: Fire Walk with Me foi inscrito no Festival de Cinema de Cannes de 1992 na competição pela Palma de Ouro, onde foi recebido com uma resposta polarizada. Segundo Lynch, Francis Bouygues, do CIBY, não era muito querido na França, o que complicou a recepção. Lynch disse que, quando chegou a Cannes, sentiu um ambiente hostil e percebeu que "as pessoas estavam muito irritadas e chateadas". Ele acrescentou que o público de Cannes vaiou o filme, descrevendo a experiência como "horrível", embora o co-roteirista Robert Engels tenha negado ter ouvido qualquer vaia. Os noticiários contemporâneos mencionam uma mistura de “vaias e aplausos” e alguns “gritos e assobios”.
Os críticos em Cannes, em geral, não ficaram impressionados com o filme. Roger Ebert (Chicago Sun-Times), que considerou o filme "chocantemente ruim", relatou ter conversado com mais de uma dúzia de críticos americanos e canadenses em Cannes e que apenas um gostou do filme. Janet Maslin (The New York Times) descartou o filme como "desastroso", "patologicamente desagradável" e "grotesco e sem graça". O cineasta Quentin Tarantino disse que, embora tenha gostado dos filmes anteriores de Lynch, Fire Walk with Me o fez pensar: "David Lynch desapareceu tanto em seu próprio traseiro que não tenho vontade de ver outro filme de David Lynch até ouvir algo diferente".
No Brasil, sua pré-estreia ocorreu em 30 de outubro de 1992, durante a 16ª Mostra Internacional de Cinema de São Paulo. Em circuito regular, no entanto, foi lançado apenas em 14 de maio de 1993.
Apesar da recepção mista da crítica e da fraca recepção comercial, Fire Walk with Me recebeu diversos prêmios, especialmente pela trilha sonora de Angelo Badalamenti. No 19º Saturn Awards, o filme ganhou o prêmio de Melhor Música e também foi indicado a Melhor Filme de Terror, Melhor Atriz (Sheryl Lee), Melhor Ator Coadjuvante (Ray Wise) e Melhor Roteiro. No 8º Independent Spirit Awards, o filme ganhou o prêmio de Melhor Trilha Sonora Original e também foi indicado ao prêmio de Melhor Atriz Principal (Lee).

### Resposta crítica contemporânea
Embora Lynch esperasse que o filme fosse polarizador e dissesse que seria impossível fazer um filme que agradasse a todos, as críticas dos críticos americanos foram geralmente negativas. A New Line Cinema se recusou a pré-exibir o filme para os críticos, o que o Los Angeles Times chamou de "no mínimo incomum". O Times supôs que a New Line reteve o filme porque pessoas da indústria o consideraram "um desastre absoluto" e "esperavam críticas ruins". Quando o filme chegou aos cinemas, o The New York Times lembrou que "os críticos de cinema que assistiram ao filme deixaram os cinemas e salas de exibição sedentos por vingança".
Vincent Canby (The New York Times) criticou severamente o filme, dizendo que ele "induziu um estado de morte cerebral simulada". Rita Kempley (The Washington Post) condenou a "pretensão de Lynch", descrevendo o filme como uma "prequela perversamente comovente e profundamente autoindulgente", com imagens religiosas "estranhamente fundamentalistas". Outros críticos que criticaram duramente o filme incluem Dave Kehr ("simplista, puritano", "deprimentemente interminável" e "orgulhosamente ingênuo"), Owen Gleiberman ("uma verdadeira loucura - quase nada nele faz sentido"), e Janis Froelich ("é cinema de trauma ... nunca um começo desonrou tanto a história subsequente").
Vários críticos enviaram críticas mais comedidas, embora ainda negativas. Todd McCarthy (Variety) questionou a necessidade de uma prequela, sugerindo que, embora o filme fosse "às vezes cativante", todos que assistiam ao filme sabiam que Leland Palmer era o assassino, e Laura parecia mais uma "adolescente cansativa" do que uma "personagem cativante". Peter Travers (Rolling Stone) escreveu que o filme "não foi páreo para o piloto de TV de duas horas" e que "o controle de Lynch vacila", mas permaneceu esperançoso para futuros filmes de Lynch. Michael Wilmington (Los Angeles Times) afirmou que o filme "não é um filme superior" por si só, mas argumentou que a combinação do filme e da série foi "um marco da cultura pop, com todo o mau gosto e alto estilo necessários".
Vários críticos que elogiaram os filmes anteriores de Lynch simplesmente se recusaram a fazer uma análise de Fire Walk with Me, incluindo Richard Corliss, David Ansen e Gene Siskel. Um dos poucos críticos americanos que defendeu publicamente o filme foi Steve Erickson (LA Weekly), que escreveu que, embora o primeiro ato do filme tenha sido marcado por "estranhezas estranhas e simbolismo infantil", a história de Laura Palmer era "notável e perturbadoramente autêntica". Ele questionou por que a comunidade cinematográfica foi tão rápida em atacar o filme, explicando que "estamos felizes em... celebrar a genialidade quando tudo o que ela significa é algum tipo de excentricidade excêntrica", mas "quando essa genialidade insiste em sua própria audácia sombria", a comunidade o trata como "lixo radioativo". Ele concluiu que "as pessoas ficam chocadas, em última análise, não com a maldade [do filme], mas com sua integridade". Em 1998, a crítica Manohla Dargis (também do LA Weekly) chamou a crítica de Erickson de "uma das críticas cinematográficas mais corajosas que já li". Jay Boyar (Orlando Sentinel) também elogiou o filme, chamando sua representação crua do sofrimento de Laura Palmer de "sensacionalmente forte". Ele reconheceu que o filme teria dificuldade em encontrar seu público, pois alienou tanto os fãs da série quanto os não fãs, mas concluiu que alguém que "já tinha visto a maior parte da série" e "estava disposto a deixá-la de lado" poderia apreciar plenamente "a perspectiva dramaticamente diferente do filme".
Os críticos britânicos foram um pouco mais positivos em relação ao filme. Kim Newman (Sight & Sound) elogiou o filme por ir além dos clichês "organizados, convencionais e domesticados" dos filmes de terror contemporâneos, bem como a decisão de Lynch de fazer um filme prequel, já que a série de TV também "revolveu as cinzas do passado". Jeff Dawson (Empire) acrescentou que, embora o filme fosse "muito provavelmente" em algum nível "uma besteira pretensiosa", o filme foi um "triunfo" e o "filme mais sombrio e perturbador de Lynch até hoje". No entanto, nem todos os críticos britânicos elogiaram o filme. Alexander Walker (Evening Standard) escreveu que "toda a produção exala desprezo pelos espectadores". Barry Norman (BBC) disse que, embora tenha sentido uma "irritação fervilhante" ao assistir ao filme, ele começou a "fazer sentido" para ele com o tempo, e sua opinião foi melhorando. Ele alertou que Lynch era "um cineasta muito original e, como há tão poucos como ele por aí, talvez devêssemos lhe dar o benefício da dúvida e condescendência com ele".

## Reavaliação da crítica e legado
Fire Walk with Me foi uma experiência linda, de certa forma. Quando você está caído, quando você é chutado na rua, e depois chutado mais algumas vezes até sangrar de verdade e alguns dentes saírem, aí você só tem que se levantar. É tão lindo estar lá embaixo. 

—  Lynch em 1997

### Reavaliação
Em Lynch on Lynch (1997), Chris Rodley escreveu que "somente agora o filme está desfrutando de um grau de reavaliação crítica cautelosa, mas compreensiva". A tendência se tornou mais visível em meados dos anos 2000. Em 2002, Ed Gonzalez (Slant Magazine) deu ao filme quatro de quatro estrelas. Em 2003, a Slant também incluiu o filme em sua lista dos "100 Filmes Essenciais". Em 2007, o crítico Mark Kermode (The Guardian) disse a Lynch que, embora os críticos contemporâneos "não apenas não gostassem [do filme], eles eram ativamente hostis a ele", hoje "as pessoas acham que ele é, na verdade, uma obra-prima".
Fire Walk with Me manteve sua reputação nas décadas de 2010 e 2020; em 2014, Robbie Collin (The Telegraph) escreveu que "o tempo passou e seu brilho está gradualmente entrando em foco, exatamente como Lynch esperava". Após a morte de Lynch em 2025, Esther Zuckerman (The New York Times) chamou o filme de "reverenciado". O filme obteve uma classificação alta em vários rankings retrospectivos de filmes da década de 1990, incluindo o 4º lugar pelo British Film Institute (2019), o 11º lugar pela revista Slant (2012), o 18º lugar pela IndieWire (2022), e o 31º lugar pela Time Out (2024). A pesquisa de críticos da Sight & Sound de 2022 classificou o filme como o 211º de todos os tempos, empatado com (entre outros) Brief Encounter e Raiders of the Lost Ark. A mesma pesquisa classificou Fire Walk with Me como o terceiro melhor longa-metragem de Lynch e o quarto melhor filme, com Mulholland Drive em 8º, Blue Velvet em 85º e Twin Peaks: The Return em 152º. A IGN também o classificou como o 76º melhor filme de terror da história. Em 2011, a publicação musical NME classificou a trilha sonora de Angelo Badalamenti como a melhor trilha sonora de filme da história.
Tanto o filme quanto a série de TV se beneficiaram da onda de dramas de alto conceito na televisão a cabo nos anos 2000 e 2010, coloquialmente apelidados de "Peak TV". Sarah Hughes (The Observer) observou que Twin Peaks foi "o programa que mudou a televisão" e explicou que "praticamente todo drama com um mistério em seu cerne, de Lost a Wayward Pines, foi rotulado como o novo Twin Peaks". Embora a tensão da série com os aspectos estereotipados da televisão aberta dos anos 1980 e 1990 tenha sido considerada "chocante" na época, os aspectos mais surreais da série, que Fire Walk with Me enfatizou, foram amplamente copiados por uma nova geração de produtores de séries de televisão. David Sims (The Atlantic) acrescentou que, embora Fire Walk with Me fosse "abrasivamente surreal" e "mal dedicasse tempo ao elenco principal da série, além de Sheryl Lee e Ray Wise", Twin Peaks "praticamente inventou a ideia 'de autor' de uma TV conduzida pelo criador que agora permeia todas as redes premium".
O filme começou a perder sua reputação de inacessível ao longo dos anos, à medida que o público aprendia mais sobre abuso sexual e suas vítimas. Em "O Melhor Filme que Você Nunca Viu" (2013), John Dahl disse que a história de Laura Palmer "não seria tão chocante hoje". Brent Simon (The A.V. Club) acrescentou que o movimento MeToo subsequente ajudou a abrir a sociedade para histórias como a de Laura. Phil Hoad (The Guardian) escreveu que, embora o filme tenha permanecido "implacavelmente sombrio" em 2025, "o que parecia no início dos anos 1990 uma recusa autodestrutiva da peculiaridade vencedora da série agora parece... [como] um feito impressionante de empatia da parte de Lynch".
Vários críticos elogiaram o filme por romper com as narrativas tradicionais da cultura americana. Calum Marsh (The Village Voice) escreveu que o filme expõe "não apenas o mal enterrado em algum lugar da família de classe média por excelência, mas o mal enterrado em algum lugar dentro de todos nós, e em nossa capacidade de nutri-lo". Scout Tafoya (RogerEbert.com) disse que o filme mostrou "a mentira que vivíamos sob Bush e Reagan, de que o que precisávamos era de um retorno aos valores familiares, de mentir sobre tudo que nos deixava desconfortáveis". Dom Nero (Esquire) lembrou que, quando criança, lhe ensinaram que falar ao contrário (como os personagens de Red Room, de Twin Peaks) era obra do Diabo, e disse que Fire Walk with Me codifica "o conceito de que os demônios estavam se escondendo à vista de todos".
Em 1997, Lynch disse que "me sinto mal que Fire Walk with Me não tenha feito negócios e que muitas pessoas odiaram o filme. Mas eu realmente gosto do filme. Mas ele tinha muita bagagem. É tão livre e experimental quanto poderia ser dentro dos ditames que teve que seguir." Ele continuou os experimentos de Fire Walk with Me com narrativa em seus filmes posteriores, e o ambiente premonitório do prólogo Deer Meadow prenunciou a "história ecoante dentro de uma história" de Mulholland Drive. Em 2018, ele foi capaz de declarar que "a consciência coletiva muda e as pessoas se animam. Veja Van Gogh: o cara não conseguia vender uma pintura e agora ninguém pode comprá-las."

### Continuação em 2017
Embora Lynch tenha insistido em fazer de Fire Walk with Me uma prequela em vez de uma sequência, ele criou uma sequência na cena em que uma versão futura de Annie Blackburn revela o paradeiro de Dale Cooper para Laura Palmer. Lynch planejou que alguém encontrasse a transcrição da mensagem de Annie feita por Laura e imaginou uma história "indo e voltando no tempo". Embora tenha se espalhado um boato de que a CIBY estava planejando mais dois filmes de Twin Peaks, a falta de sucesso comercial do filme descartou uma sequência.
Apesar das dúvidas anteriores de Lynch, a Showtime acabou revivendo a franquia. Em 2017, uma terceira temporada da série, intitulada Twin Peaks: The Return, foi lançada. Lynch confirmou que Twin Peaks: Fire Walk with Me seria significativo para os eventos de The Return, e um crítico sugeriu que The Return torna Fire Walk with Me "a chave para todo o universo de Twin Peaks". The Return compartilhou um pouco da sensibilidade narrativa de Fire Walk with Me e "fez de tudo para não dar ao público muito do que eles esperavam". No entanto, Lynch se recusou a oferecer uma explicação, escrevendo que "todo mundo tem teorias sobre o que a série trata, o que é ótimo, e não faria diferença se eu explicasse minha teoria".

### Perspectivas de outros cineastas
James Gray chamou Fire Walk with Me de "um exemplo clássico de como os críticos erram", acrescentando que a empatia do filme por como Laura "sofreu tão profundamente foi algo lindo". Gregg Araki chamou o filme de "obra-prima" de Lynch e um "filme perfeito", elogiando a atuação de Sheryl Lee como "uma das maiores atuações da história do cinema". Ele incluiu o filme em sua lista dos dez maiores filmes de todos os tempos durante a pesquisa de diretores da Sight & Sound de 2012. Jane Schoenbrun disse que este era "meu filme favorito" e que "vai para lugares que me fizeram sentir coisas que eu nunca havia sentido antes".
De acordo com o site de streaming francês LaCinetek, Bong Joon-ho, Bertrand Bonello e Lynne Ramsay (além de Sciamma) são fãs do filme. John Waters, Alexandra Cassavetes e Andrew Bujalski também elogiaram o filme.

## Mídia doméstica

### DVD & Blu-ray
O filme teve originalmente cinco horas de metragem que foi posteriormente cortada para duas horas e quatorze minutos. A metragem quase apareceu na Edição Especial da New Line Cinema em 2002, mas foi vetada devido a preocupações orçamentais e de tempo de execução. A maior parte das cenas deletadas apresentam personagens adicionais da série de televisão que em última análise não aparecem no filme concluído.
O filme foi lançado em blu-ray na França pela MK2 em 3 de novembro de 2010.
O filme foi lançado em DVD e blu-ray na Austrália pela Madman Entertainment em 8 de fevereiro de 2012, marcando o 20º aniversário de lançamento nos cinemas.
O filme também foi lançado em blu-ray no Reino Unido em 4 de junho de 2012 pela Universal Pictures UK. O blu-ray recebeu reclamações por causa do som.
O filme foi lançado em blu-ray na América do Norte em 29 de julho de 2014 pela Paramount Pictures, como parte do box "Twin Peaks: The Entire Mystery" (no Brasil: "Twin Peaks: O Mistério"), e contém mais de 90 minutos de cenas deletadas e estendidas.

### Cenas deletadas
Quando Lynch cortou vários personagens secundários da edição final, ele comentou que "talvez fosse bom fazer uma versão mais longa com essas outras coisas, porque muitos dos personagens que faltam no filme final já haviam sido filmados. Eles fazem parte do filme, mas não são necessários para a história principal." No entanto, as distribuidoras se recusaram repetidamente a liberar as cenas em vídeo doméstico. A New Line considerou incluir as cenas no DVD da Edição Especial de 2002, mas desistiu; reportagens da época afirmavam que a New Line não conseguiu fechar um acordo com a MK2 (que já havia adquirido os direitos das cenas deletadas), enquanto Lynch afirmou que a New Line se recusou a pagar sua taxa de US$ 100.000 para editar, mixar e colorizar as cenas restantes. A MK2 considerou liberar as cenas, mas não o fez, o que Lynch atribuiu às pressões econômicas causadas pela crise financeira de 2008.
As cenas deletadas só foram lançadas em 2014, quando Lynch, MK2 e CBS Home Entertainment as compilaram em um longa-metragem chamado Twin Peaks: The Missing Pieces para acompanhar a versão Blu-Ray de 2014 de Fire Walk with Me. Ao analisar o lançamento, o The Guardian escreveu que "as cenas são fragmentadas demais para serem vistas como algo além de um conjunto de vinhetas, mas isso não diminui seu poder excêntrico". O Dissolve acrescentou que o filme "parecia muito com o que cenas deletadas costumam ser: becos sem saída, digressões intrigantes, descartes inteligentes e opções intrigantes não utilizadas", e concluiu que, embora "seja um prazer ver todos nos personagens novamente, ... [é] difícil imaginar como a inclusão deles teria melhorado o filme".

## Trilha sonora
A trilha sonora do filme foi lançada pela Warner Bros. Records em 11 de agosto de 1992.
| Faixa | Título                                                                                | Compositor                       | Artista                                 | Duração |
| ----- | ------------------------------------------------------------------------------------- | -------------------------------- | --------------------------------------- | ------- |
| 01    | Theme from Twin Peaks: Fire Walk with Me                                              | Angelo Badalamenti               | Angelo Badalamenti                      | 6:40    |
| 02    | The Pine Float                                                                        | Angelo Badalamenti               | Angelo Badalamenti                      | 3:58    |
| 03    | Sycamore Trees                                                                        | Angelo Badalamenti / David Lynch | Angelo Badalamenti (part. Jimmy Scott)  | 3:52    |
| 04    | Don't Do Anything (I Wouldn't Do)                                                     | Angelo Badalamenti               | Angelo Badalamenti                      | 7:17    |
| 05    | A Real Indication                                                                     | Angelo Badalamenti / David Lynch | Angelo Badalamenti (part. Thought Gang) | 5:31    |
| 06    | Questions in a World of Blue                                                          | Angelo Badalamenti / David Lynch | Angelo Badalamenti (part. Julee Cruise) | 4:50    |
| 07    | The Pink Room                                                                         | David Lynch                      | Angelo Badalamenti                      | 4:02    |
| 08    | The Black Dog Runs at Night                                                           | Angelo Badalamenti / David Lynch | Angelo Badalamenti (part. Thought Gang) | 1:45    |
| 09    | Best Friends                                                                          | David Lynch / David Slusser      | Angelo Badalamenti                      | 2:12    |
| 10    | Moving Through Time                                                                   | Angelo Badalamenti               | Angelo Badalamenti                      | 6:41    |
| 11    | Montage from Twin Peaks: "Girl Talk"/"Birds in Hell"/"Laura Palmer's Theme"/"Falling" | Angelo Badalamenti               | Angelo Badalamenti                      | 5:27    |
| 12    | The Voice of Love                                                                     | Angelo Badalamenti               | Angelo Badalamenti                      | 3:55    |

## Curiosidades
- Correu o rumor de que Lara Flynn Boyle não teria aceitado repetir seu papel como Donna por causa de cenas de nudez. Na verdade, ela não aceitou o papel por conflito de agenda, sendo que já estava contratada para outros quatro filmes.[136]

- Em uma cena, David Lynch pediu que Sheryl Lee tragasse cinco cigarros ao mesmo tempo. Ela desmaiou após fazê-lo.[136]

- Boa parte do elenco que está creditada como "estrelando" faz apenas breves aparições no filme. Peggy Lipton e Heather Graham aparecem menos de 30 segundos durante o filme, que tem 134 minutos.[136] Com exceção de Sheryl Lee e Ray Wise, o elenco também está creditado por ordem alfabética dos sobrenomes.

## Prêmios e indicações
|                               | Categoria — Destinário(s) |
| ----------------------------- | --- |
| 9th Independent Spirit Awards | Melhor Trilha Sonora Original — Angelo Badalamenti |
| Prêmio Saturno                | Melhor Música — Angelo Badalamenti |
|                               | Categoria — Nomeado(s) |
| Festival de Cannes (1992)     | Palma de Ouro — David Lynch |
| 9th Independent Spirit Awards | Melhor Atriz — Sheryl Lee |
| Prêmio Saturno                | Melhor Atriz — Sheryl Lee Melhor Filme de Terror — Twin Peaks: Fire Walk with Me Melhor Ator Coadjuvante — Ray Wise Melhor Roteiro — David Lynch e Robert Engels |